# Radu I de Valaquia
Radu I de Valaquia (... - 1383) fue voivoda (príncipe) de Valaquia desde 1377 hasta 1383. Fue el segundo hijo de Nicolás Alejandro, ascendió al trono a la muerte de su hermano Vladislav I en 1377 y fue sucedido por su hijo Dan I en 1377. Durante su corto reinado, continuó la política de su hermano. Incremento los beneficios de la Iglesia ortodoxa.

## Matrimonio y descendencia
Con Calinica, su segunda esposa, Radu I tuvo al menos dos hijos:
- Dan I, que le sucedió en el trono.
- Mircea I